# 개보리
개보리는 벼과의 여러해살이풀로 학명은 Elymus sibiricus이다.

## 분포
한국의 북부지방을 비롯하여 유라시아대륙 온대에 분포하며 산기슭에서 자라거나 밭에서 재배한다.

## 특징
뻗는 줄기는 없고 높이는 60-100cm이다. 잎은 피침형이나 약간 편평하고 길이 8-20cm, 나비 1cm이며 꽃은 원추꽃차례로 6-7월에 핀다. 꽃이삭은 길이가 8-15cm로 작은 꽃이삭이 많이 모여 붙는다. 포영은 털이 없고 피침형이며, 호영은 5맥이 있고 끝이 갈라지며 그 틈에서 까락이 자라 뒤로 젖혀진다. 열매는 영과로서 7월에 누렇게 익는다.

## 이용
목초로 이용되고, 이 목초는 방목지에 알맞은 식물로서 콩과의 목초와 섞어 심을 수 있으며 엔실리지(매장사료)용으로도 적당하다.